# Flor da Serra do Sul
Flor da Serra do Sul ist ein brasilianisches Munizip im Süden des Bundesstaats Paraná unmittelbar an der Grenze zu Santa Catarina. Es hat 4.364 Einwohner (2022), die sich Sulflorenser nennen. Seine Fläche beträgt 239 km². Es liegt 900 Meter über dem Meeresspiegel.

## Etymologie
Nach Angaben von Pionieren entstand der Name Flor da Serra (deutsch: Blume des Berges) aus Repentes von Siedlern und Reisenden, die sich in der Schenke von Lídio Martins trafen. Repentes sind in der Tradition von Rio Grande do Sul Wechselgesänge zu spontan zugerufenen Themen aus dem Publikum, meist begleitet mit Gitarre und Akkordeon. Sie waren besonders in den Jahrzehnten vor der Gründung des Munizips im Süden Brasiliens sehr beliebt. In diesen Liedern besingen alle den Ort als wahre Blume der Berge. Mit der Muniziperhebung wurde zur Unterscheidung von anderen Orten mit gleichem Namen der Zusatz do Sul (deutsch: des Südens) hinzugefügt.

## Geschichte

### Besiedlung
Flor da Serra do Sul ist eins der jüngsten Munizipien des Südwestens. Erst 1950 kam als erster Einwohner Anacleto Paraná in das Gebiet der künftigen Gemeinde. Der zweite war Juca Ferreira mit seiner Frau Maria José Ferreira, die im Volksmund als Dona Zeca bekannt ist. Die meisten der Einwanderer aus dem Süden, die ihnen folgten, trugen Nachnamen, die ihre deutsche und italienische Herkunft verrieten: Vestruk, Bender, Leal, Gross, Perondi, Krauser, Thiessen, Piasson, Caetano oder Barreto. 
Die ersten Häuser wurden aus behauenem Kiefernholz errichtet. Die Landwirtschaft konzentrierte sich angesichts der Schwierigkeiten beim Transport zu den Absatzzentren auf den Eigenbedarf. Noch Mitte der 1960er Jahre war die Gewinnung von Pinienkernen eine wichtige Einnahmequelle.
Die ersten kommerziellen Aktivitäten entstanden ebenfalls in den 1960er Jahren, wie die Sattlerei von Teófilo Vestruk, das Hotel von Cristiano Bender, der Busbahnhof von Antonio Leal Gross und der Lebensmittelhandel von Hermínio Perondi.

### Erhebung zum Munizip
Flor da Serra do Sul wurde durch die Staatsgesetze Nr. 9300 vom 18. Juni 1990 und Nr. 9.913/92 vom 19. März 1992 aus Salgado Filho ausgegliedert und in den Rang eines Munizips erhoben. Es wurde am 1. Januar 1993 als Munizip installiert.

## Geografie

### Fläche und Lage
Flor da Serra do Sul liegt auf dem Terceiro Planalto Paranaense (der Dritten oder Guarapuava-Hochebene von Paraná). Seine Fläche beträgt 239 km². Es liegt auf einer Höhe von 900 Metern.

### Vegetation
Das Biom von Flor da Serra do Sul ist Mata Atlântica.

### Klima
Das Klima ist gemäßigt warm. Es werden hohe Niederschlagsmengen verzeichnet (1933 mm pro Jahr). Im Jahresdurchschnitt liegt die Temperatur bei 18,5 °C. Die Klimaklassifikation nach Köppen und Geiger lautet Cfa.

### Gewässer
Flor da Serra do Sul liegt im Einzugsgebiet des Iguaçu. Der Rio Marrecas (Santana) bildet zusammen mit seinem linken Quellfluss Rio São Roque die östliche Grenze des Munizips. Im Westen wird das Munizip vom Rio das Águas und seinem rechten Zufluss Rio São Bento begrenzt. Im Süden reicht das Munizip bis zur Wasserscheide zwischen Iguaçu und Rio Uruguay, die die Grenze Paranás zu Santa Catarina bildet.

### Straßen
Flor da Serra do Sul liegt an der BR-280 zwischen der argentinischen Grenze bei Barracão / Dionísio Cerqueira (SC) und Pato Branco. Über die PR-182 kommt man im Norden nach Salgado Filho und Manfrinópolis. Die SC-161 führt nach Süden nach Palma Sola in Santa Catarina.

### Nachbarmunizipien
| Salgado Filho                 | Manfrinópolis                               | Francisco Beltrão |
| Barracão und Bom Jesus do Sul | Kompassrose, die auf Nachbargemeinden zeigt | Marmeleiro        |
| Dionísio Cerqueira (SC)       | Palma Sola (SC)                             |                   |

## Stadtverwaltung
Bürgermeister: Valmor Felipe Junior, Podemos (2021–2024)
Vizebürgermeisterin: Luci Maria Zanella Rolim, DEM (2021–2024)

## Demografie

### Bevölkerungsentwicklung
| Jahr | Einwohner | Stadt | Land |
| ---- | --------- | ----- | ---- |
| 2000 | 5.059     | 12 %  | 88 % |
| 2010 | 4.726     | 35 %  | 65 % |
| 2022 | 4.364     |       |      |

Quelle: IBGE, bis 2010: Volkszählungen und Volkszählung 2022

### Ethnische Zusammensetzung
| Gruppe * | 2000    | 2010    | wer sich als …                                                                   |
| --- | ------- | ------- | -------------------------------------------------------------------------------- |
| Weiße | 81,6 %  | 71,9 %  | weiß bezeichnet                                                                  |
| Schwarze | 3,5 %   | 1,9 %   | schwarz bezeichnet                                                               |
| Gelbe | 0,0 %   | 0,3 %   | von fernöstlicher Herkunft wie japanisch, chinesisch, koreanisch etc. bezeichnet |
| Braune | 14,7 %  | 25,9 %  | braun oder als Mischung aus mehreren Gruppen bezeichnet                          |
| Indigene | 0,0 %   | 0,0 %   | Ureinwohner oder Indio bezeichnet                                                |
| ohne Angabe | 0,2 %   | 0,0 %   |                                                                                  |
| Gesamt | 100,0 % | 100,0 % |                                                                                  |
| *) Das IBGE verwendet für Volkszählungen ausschließlich diese fünf Gruppen. Es verzichtet bewusst auf Erläuterungen. Die Zugehörigkeit wird vom Einwohner selbst festgelegt. |         |         |                                                                                  |

Quelle: IBGE (Stand: 1991, 2000 und 2010)

## Wirtschaft

### Landwirtschaft
Die wichtigste Erwerbsquelle ist die Landwirtschaft.

### Kennzahlen
Mit einem Bruttoinlandsprodukt pro Einwohner von 25.790,87 R$ bzw. rund 5.700 € lag Flor da Serra do Sul 2019 auf dem 248. Platz der 399 Munizipien Paranás.
Sein mittelhoher Index der menschlichen Entwicklung von 0,682 (2010) setzte es auf den 292. Platz der paranaischen Munizipien.